# Эспанья, Мигель
Мигель Эспанья Гаркес (исп. Fernando Quirarte Gutiérrez; родился 31 января 1964 года в Мехико, Мексика) — мексиканский футболист, полузащитник известный по выступлениям за «УНАМ Пумас», «Сантос Лагуна» и сборной Мексики. Участник Чемпионата мира 1986 года.

## Клубная карьера
Эспанья начал карьеру в клубе УНАМ Пумас. В 1978 году он дебютировал за основной состав в мексиканской Примере. В 1985 и 1988 году Мигель становился серебряным призёром первенства Мексики. В 1989 году Эспанья завоевал свой первый трофей — Кубок чемпионов КОНКАКАФ, а 1991 выиграл чемпионат. За пум Эспанья отыграл 11 сезонов приняв участие в 339 матчах и забив 10 мячей.
В 1994 году он перешёл в УАНЛ Тигрес. В новой команде Эспанья провёл один сезон, после чего подписал соглашение с клубом «Сантос Лагуна». Через год он стал двукратным чемпионом Мексики победив в турнире Верано 1996. В 2001 году Мигель покинул «Лагуну» и вернулся в родной «Пумас» доигрывать. В 2004 году он завершил карьеру.

## Международная карьера
16 августа 1984 года в товарищеском матче против сборной Финляндии Эспанья дебютировал за сборную Мексики. 11 ноября 1984 года в матче против сборной Тринидада и Тобаго он забил свой первый гол за национальную команду.
В 1986 году Мигель попал в заявку сборной на участие в домашнем Чемпионате мира. На турнире он сыграл в поединках против сборных Болгарии, Ирака, Парагвая, Бельгии и ФРГ.
В 1993 году Эспанья завоевал серебряные медали на Кубке Америки.

### Голы за сборную Мексики
| #   | Дата           | Место                            | Противник         | Счёт | Соревнование      |
| --- | -------------- | -------------------------------- | ----------------- | ---- | ----------------- |
| 01. | 11 ноября 1984 | Порт-оф-Спейн, Тринидад и Тобаго | Тринидад и Тобаго | 0:2  | Товарищеский матч |
| 02. | 6 октября 1987 | Толука-де-Лердо, Мексика         | Канада            | 4:0  | Товарищеский матч |

## Достижения
Командные
 УНАМ Пумас
- Чемпионат Мексики по футболу — 1990/1991
- Обладатель Кубка чемпионов КОНКАКАФ — 1989

 «Сантос Лагуна»
- Чемпионат Мексики по футболу — Верано 1996

Международные
 Мексика
- Кубок Америки по футболу — 1993